# فوستيت
الفوستيت هو معدن أكسيدي يتكون كيميائياً من أكسيد الحديد الثنائي، ويعد هذا المعدن الشكل الطبيعي له؛ فهو يوجد في الأحجار النيزكية وفي عينات الحديد الأرضي الطبيعية.
أطلق على المعدن هذا الاسم نسبةً إلى عالم الفلزات الألماني فريتز فوست  Fritz Wüst، الذي عاش في الفترة ما بين سنتي 1860–1938؛ ومؤسس معهد ماكس بلانك لأبحاث الحديد.